# Scurtă întâlnire
Scurtă întâlnire (în engleză Brief Encounter) este un film britanic alb-negru de dragoste scris și regizat de David Lean după piesa de teatru Still Life din 1936 de Noël Coward. În rolurile principale au interpretat actorii  Celia Johnson, Trevor Howard și Stanley Holloway.
A fost distribuit de Eagle-Lion Distributors și a avut premiera la 13 noiembrie 1945, la Londra. Coloana sonoră a fost compusă de Serghei Rahmaninov. Este pe locul 2 în lista BFI a celor mai bune 100 de filme britanice.
Cheltuielile de producție s-au ridicat la 1 milion $.

## Rezumat
Prezintă scurta aventură a dr. Alec Harvey și a Laurei Jesson, o femeie respectabilă căsătorită care se întâlnesc întâmplător la gară. A urmat o întâlnire întâmplătoare în afara spitalului, apoi într-o cafenea, la un film și au avut un sentiment puternic. Au început să se întâlnească în fiecare săptămână, știind că acest lucru nu ar putea continua pentru o lungă perioadă de timp.
Sloganul filmului este "O poveste a celor mai prețioase momente din viața unei femei!"

## Distribuție
Au interpretat actorii:
- Celia Johnson - Laura Jesson
- Trevor Howard - Dr Alec Harvey
- Stanley Holloway - Albert Godby, controlor
- Joyce Carey - Myrtle Bagot, proprietar cafenea
- Cyril Raymond - Fred Jesson
- Everley Gregg - Dolly Messiter
- Margaret Barton - Beryl Walters, tea-room assistant
- Marjorie Mars - Mary Norton
- Alfie Bass (nemenționat) - the waiter at the Royal
- Wallace Bosco (nemenționat) - the doctor at Bobbie's accident
- Sydney Bromley (nemenționat) - Johnnie, second soldier
- Noël Coward (nemenționat) - the train station announcer
- Nuna Davey (nemenționat) - Herminie Rolandson, Mary's cousin
- Valentine Dyall (nemenționat) - Stephen Lynn, Alec's friend
- Irene Handl (nemenționat) - cellist and organist
- Richard Thomas (nemenționat) - Bobby Jesson, Fred and Laura's son
- Henrietta Vincent (nemenționat) - Margaret Jesson, fiica lui Fred și a Laurei